# インターナショナル・チャンピオンズ・カップ 2016
インターナショナル・チャンピオンズ・カップ 2016（英: International Champions Cup 2016）は、2016年7月23日から開催される予定のプレシーズン大会。2013年に第1回大会が行われて以来、4度目のインターナショナル・チャンピオンズ・カップである。

## 開催方式
今大会も前回大会と同様、オーストラリア、中国、米国（一部欧州）の3地域に分かれて行われる。

## 出場クラブ

### オーストラリア
以下の4クラブが参加する。
| 所在国         | クラブ名                 | 所在大陸 | リーグ                 | 回数   |
| -------------- | ------------------------ | -------- | ---------------------- | ------ |
| オーストラリア | メルボルン・ビクトリー   | AFC      | Aリーグ                | 初出場 |
| イングランド   | トッテナム・ホットスパー | UEFA     | プレミアリーグ         | 初出場 |
| イタリア       | ユヴェントス             | UEFA     | セリエA                | 2回目  |
| スペイン       | アトレティコ・マドリード | UEFA     | リーガ・エスパニョーラ | 初出場 |

### 中国
以下の3クラブが参加する。
| 所在国       | クラブ名                     | 所在大陸 | リーグ         | 回数   |
| ------------ | ---------------------------- | -------- | -------------- | ------ |
| イングランド | マンチェスター・シティ       | UEFA     | プレミアリーグ | 3回目  |
| イングランド | マンチェスター・ユナイテッド | UEFA     | プレミアリーグ | 3回目  |
| ドイツ       | ボルシア・ドルトムント       | UEFA     | ブンデスリーガ | 初出場 |

### 米国・欧州
以下の10クラブが参加する。
| 所在国         | クラブ名               | 所在大陸 | リーグ                         | 回数   |
| -------------- | ---------------------- | -------- | ------------------------------ | ------ |
| イングランド   | チェルシー             | UEFA     | プレミアリーグ                 | 3回目  |
| イングランド   | レスター・シティ       | UEFA     | プレミアリーグ                 | 初出場 |
| イングランド   | リヴァプール           | UEFA     | プレミアリーグ                 | 2回目  |
| フランス       | パリ・サンジェルマン   | UEFA     | リーグ・アン                   | 2回目  |
| ドイツ         | バイエルン・ミュンヘン | UEFA     | ブンデスリーガ                 | 初出場 |
| イタリア       | インテル               | UEFA     | セリエA                        | 4回目  |
| イタリア       | ACミラン               | UEFA     | セリエA                        | 4回目  |
| スコットランド | セルティック           | UEFA     | スコティッシュ・プレミアシップ | 初出場 |
| スペイン       | レアル・マドリード     | UEFA     | リーガ・エスパニョーラ         | 4回目  |
| スペイン       | バルセロナ             | UEFA     | リーガ・エスパニョーラ         | 2回目  |

## 会場
| メルボルン                                                                    | 上海                                                                         | 北京                                                                | 深圳                                                                          |
| ----------------------------------------------------------------------------- | ---------------------------------------------------------------------------- | ------------------------------------------------------------------- | ----------------------------------------------------------------------------- |
| メルボルン・クリケット・グラウンド                                            | 上海体育場                                                                   | 北京国家体育場                                                      | 深圳大運中心                                                                  |
| 南緯37度49分12秒 東経144度59分0秒 / 南緯37.82000度 東経144.98333度            | 北緯31度11分0.61秒 東経121度26分14.28秒 / 北緯31.1835028度 東経121.4373000度 | 北緯39度59分30秒 東経116度23分26秒 / 北緯39.99167度 東経116.39056度 | 北緯22度41分49.70秒 東経114度12分43.90秒 / 北緯22.6971389度 東経114.2121944度 |
| 収容人数: 100,024人                                                           | 収容人数: 56,842人                                                           | 収容人数: 80,000人                                                  | 収容人数: 60,334人                                                            |
|                                                                               |                                                                              |                                                                     |                                                                               |
| アナーバー                                                                    | カーソン                                                                     | シャーロット                                                        | シカゴ                                                                        |
| ミシガン・スタジアム                                                          | スタブハブ・センター                                                         | バンク・オブ・アメリカ・スタジアム                                  | ソルジャー・フィールド                                                        |
| 北緯47度35分42.72秒 西経122度19分53.76秒 / 北緯47.5952000度 西経122.3316000度 | 北緯33度51分52秒 西経118度15分40秒 / 北緯33.86444度 西経118.26111度          | 北緯35度13分33秒 西経80度51分10秒 / 北緯35.22583度 西経80.85278度   | 北緯41度51分45秒 西経87度37分0秒 / 北緯41.86250度 西経87.61667度              |
| 収容人数: 107,601人                                                           | 収容人数: 27,000人                                                           | 収容人数: 74,455人                                                  | 収容人数: 61,500人                                                            |
|                                                                               |                                                                              |                                                                     |                                                                               |
| コロンバス                                                                    | イーストラザフォード                                                         | ユージーン                                                          | ミネアポリス                                                                  |
| オハイオ・スタジアム                                                          | メットライフ・スタジアム                                                     | オーツェン・スタジアム                                              | USバンク・スタジアム                                                          |
| 北緯40度0分6秒 西経83度1分11秒 / 北緯40.00167度 西経83.01972度                | 北緯40度44分12秒 西経74度9分1秒 / 北緯40.73667度 西経74.15028度              | 北緯44度3分30秒 西経123度4分7秒 / 北緯44.05833度 西経123.06861度    | 北緯44度58分26秒 西経93度15分28秒 / 北緯44.97389度 西経93.25778度             |
| 収容人数: 104,944人                                                           | 収容人数: 82,566人                                                           | 収容人数: 59,000人                                                  | 収容人数: 66,792人                                                            |
|                                                                               |                                                                              |                                                                     |                                                                               |
| パサデナ                                                                      | サンタクララ                                                                 | ロンドン                                                            | ダブリン                                                                      |
| ローズボウル                                                                  | リーバイス・スタジアム                                                       | ウェンブリー・スタジアム                                            | アビバ・スタジアム                                                            |
| 北緯34度9分41秒 西経118度10分3秒 / 北緯34.16139度 西経118.16750度             | 北緯37度24分10.8秒 西経121度58分12秒 / 北緯37.403000度 西経121.97000度       | 北緯51度33分21秒 西経0度16分47秒 / 北緯51.55583度 西経0.27972度     | 北緯53度20分6.5秒 西経6度13分42.0秒 / 北緯53.335139度 西経6.228333度          |
| 収容人数: 92,542人                                                            | 収容人数: 68,500人                                                           | 収容人数: 90,000人                                                  | 収容人数: 51,700人                                                            |
|                                                                               |                                                                              |                                                                     |                                                                               |
| リムリック                                                                    | グラスゴー                                                                   | ストックホルム                                                      |                                                                               |
| トモンド・パーク                                                              | セルティック・パーク                                                         | フレンズ・アレーナ                                                  |                                                                               |
| 北緯52度40分27秒 西経8度38分33秒 / 北緯52.67417度 西経8.64250度               | 北緯55度50分58.96秒 西経4度12分20.12秒 / 北緯55.8497111度 西経4.2055889度    | 北緯59度22分21秒 東経18度00分00秒 / 北緯59.37250度 東経18.00000度   |                                                                               |
| 収容人数: 25,630人                                                            | 収容人数: 60,411人                                                           | 収容人数: 50,653人                                                  |                                                                               |
|                                                                               |                                                                              |                                                                     |                                                                               |

## 結果

### オーストラリア
| 順 | チーム                   | 試 | 勝 | PK勝 | PK敗 | 敗 | 得 | 失 | 差 | 点 |
| -- | ------------------------ | -- | -- | ---- | ---- | -- | -- | -- | -- | -- |
| 1  | ユヴェントス (C)         | 2  | 1  | 0    | 1    | 0  | 3  | 2  | +1 | 4  |
| 2  | アトレティコ・マドリード | 1  | 1  | 0    | 0    | 0  | 1  | 0  | +1 | 3  |
| 3  | メルボルン・ビクトリー   | 1  | 0  | 1    | 0    | 0  | 1  | 1  | 0  | 2  |
| 4  | トッテナム・ホットスパー | 2  | 0  | 0    | 0    | 2  | 1  | 3  | −2 | 0  |

最終更新は2016年7月29日の試合終了時
出典: ICC (AUSTRALIA)
順位の決定基準: 1. 勝点; 2. 得失点差; 3. 得点数.

| 2016年7月23日 19:00（UTC+10） |

| メルボルン・ビクトリー                         | 1 - 1    | ユヴェントス                                         |
| インガム 83分                                  | レポート | ブランコ 58分                                        |
|                                                | PK戦     |                                                      |
| ヴァレリ インガム バロー ガロウェイ パスクアリ | 4 - 3    | マッローネ ヴィターレ マセク ロッセッティ パドヴァン |

| メルボルン・クリケット・グラウンド (メルボルン) 観客数: 23,174人 主審: 木村博之 |

| 2016年7月26日 20:00（UTC+10） |

| ユヴェントス                   | 2 - 1    | トッテナム・ホットスパー |
| ディバラ 6分 · ベナティア 14分 | レポート | ラメラ 67分              |

| メルボルン・クリケット・グラウンド (メルボルン) 観客数: 31,447人 主審: ベンジャミン・ウィリアムス |

| 2016年7月29日 20:00（UTC+10） |

| トッテナム・ホットスパー | 0 - 1    | アトレティコ・マドリード |
|                          | レポート | ゴディン 40分            |

| メルボルン・クリケット・グラウンド (メルボルン) 観客数: 42,107人 主審: クリス・ビース |

### 中国
| 順 | チーム                       | 試 | 勝 | PK勝 | PK敗 | 敗 | 得 | 失 | 差 | 点 |
| -- | ---------------------------- | -- | -- | ---- | ---- | -- | -- | -- | -- | -- |
| 1  | ボルシア・ドルトムント       | 2  | 1  | 0    | 1    | 0  | 5  | 2  | +3 | 4  |
| 2  | マンチェスター・シティ       | 1  | 0  | 1    | 0    | 0  | 1  | 1  | 0  | 2  |
| 3  | マンチェスター・ユナイテッド | 1  | 0  | 0    | 0    | 1  | 1  | 4  | −3 | 0  |

最終更新は2016年7月28日の試合終了時
出典: ICC (CHINA)
順位の決定基準: 1. 勝点; 2. 得失点差; 3. 得点数.

| 2016年7月22日 20:00（UTC+8） |

| マンチェスター・ユナイテッド | 1 - 4    | ボルシア・ドルトムント                                         |
| ムヒタリアン 59分            | レポート | カストロ 19分, 86分 · オーバメヤン 36分 (pen.) · デンベレ 57分 |

| 上海体育場 (上海) 観客数: 38,285人 主審: 王迪 |

| 2016年7月25日 19:30（UTC+8） |

| マンチェスター・シティ | 試合中止 | マンチェスター・ユナイテッド |
|                        | レポート |                              |

| 北京国家体育場 (北京) 主審: 馬寧 |

| 2016年7月28日 19:30（UTC+8） |

| ボルシア・ドルトムント                                                      | 1 - 1    | マンチェスター・シティ                                                                        |
| プリシッチ 90+6分                                                           | レポート | アグエロ 79分                                                                                 |
|                                                                             | PK戦     |                                                                                               |
| パスラック 香川真司 カストロ ブルニッチ プリシッチ ホベル ラーセン メリーノ | 5 - 6    | ガルシア アダラビオヨ フェルナンジーニョ シルバ アグエロ ノリート スターリング アンヘリーニョ |

| 深圳大運中心 (深圳) 観客数: 32,008人 主審: 傅明 |

### 米国・欧州
| 順 | チーム                 | 試 | 勝 | PK勝 | PK敗 | 敗 | 得 | 失 | 差 | 点 |
| -- | ---------------------- | -- | -- | ---- | ---- | -- | -- | -- | -- | -- |
| 1  | パリ・サンジェルマン   | 3  | 3  | 0    | 0    | 0  | 10 | 2  | +8 | 9  |
| 2  | リヴァプール           | 3  | 2  | 0    | 0    | 1  | 6  | 1  | +5 | 6  |
| 3  | バイエルン・ミュンヘン | 3  | 1  | 0    | 1    | 1  | 7  | 5  | +2 | 4  |
| 4  | チェルシー             | 3  | 2  | 0    | 0    | 1  | 6  | 4  | +2 | 6  |
| 5  | バルセロナ             | 3  | 2  | 0    | 0    | 1  | 7  | 7  | 0  | 6  |
| 6  | レアル・マドリード     | 3  | 2  | 0    | 0    | 1  | 5  | 5  | 0  | 6  |
| 7  | ACミラン               | 3  | 0  | 1    | 0    | 2  | 4  | 8  | −4 | 2  |
| 8  | レスター・シティ       | 3  | 0  | 1    | 0    | 2  | 3  | 9  | −6 | 2  |
| 9  | セルティック           | 2  | 0  | 0    | 1    | 1  | 2  | 4  | −2 | 1  |
| 10 | インテル               | 2  | 0  | 0    | 0    | 2  | 2  | 7  | −5 | 0  |

最終更新は2016年7月30日の試合終了時
出典: ICC (USA/EUROPE)
順位の決定基準: 1. 勝点; 2. 得失点差; 3. 得点数.

| 2016年7月23日 17:30（UTC+1） |

| セルティック                                              | 1 - 1    | レスター・シティ                                                          |
| オコネル 59分                                             | レポート | マフレズ 46分                                                             |
|                                                           | PK戦     |                                                                           |
| チフチ ヨハンセン アラン オコネル クリスティー フォレスト | 5 - 6    | フックス ヴァシレフスキ ドリンクウォーター チルウェル 岡崎慎司 アマルテイ |

| セルティック・パーク (グラスゴー) 観客数: 32,658人 主審: ジョン・ビートン |

| 2016年7月24日 14:00（UTC-7） |

| インテル                     | 1 - 3    | パリ・サンジェルマン                |
| ヨヴェティッチ 45+3分 (pen.) | レポート | オーリエ 14分, 87分 · クルザワ 61分 |

| オーツェン・スタジアム (ユージーン, オレゴン州) 観客数: 24,147人 主審: ジェア・マルフォ |

| 2016年7月27日 19:30（UTC-4） |

| レアル・マドリード   | 1 - 3    | パリ・サンジェルマン           |
| マルセロ 44分 (pen.) | レポート | イコネ 2分 · ムニエ 35分, 40分 |

| オハイオ・スタジアム (コロンバス, オハイオ州) 観客数: 86,641人 主審: ヒラリオ・グラジェダ |

| 2016年7月27日 20:00（UTC-5） |

| バイエルン・ミュンヘン                   | 3 - 3    | ACミラン                                               |
| リベリー 29分, 90分 (pen.) · アラバ 38分 | レポート | ニアン 23分 · ベルトラッチ 49分 · クツカ 61分          |
|                                          | PK戦     |                                                        |
| ラーム アラバ ベルナト ラフィーニャ      | 3 - 5    | 本田圭佑 マトリ クツカ ロマニョーリ ボナヴェントゥーラ |

| ソルジャー・フィールド (シカゴ, イリノイ州) 観客数: 44,826人 主審: マーク・ガイガー |

| 2016年7月27日 20:00（UTC-7） |

| チェルシー    | 1 - 0    | リヴァプール |
| ケーヒル 10分 | レポート |              |

| ローズボウル (パサデナ, カリフォルニア州) 観客数: 53,117人 主審: バルドメロ・トレド |

| 2016年7月30日 18:00（UTC+1） |

| バルセロナ                                             | 3 - 1    | セルティック    |
| トゥラン 11分 · アンブローズ 31分 (o.g.) · ムニル 41分 | レポート | グリフィス 29分 |

| アビバ・スタジアム (ダブリン) 観客数: 47,900人 主審: ニール・ドイル |

| 2016年7月30日 15:00（UTC-4） |

| レアル・マドリード                    | 3 - 2    | チェルシー            |
| マルセロ 19分, 26分 · マリアーノ 37分 | レポート | アザール 80分, 90+1分 |

| ミシガン・スタジアム (アナーバー, ミシガン州) 観客数: 105,826人 主審: ユーニス・マラクシ |

| 2016年7月30日 17:00（UTC-4） |

| インテル        | 1 - 4    | バイエルン・ミュンヘン                   |
| イカルディ 90分 | レポート | グリーン 7分, 30分, 35分 · リベリー 13分 |

| バンク・オブ・アメリカ・スタジアム (シャーロット, ノースカロライナ州) 観客数: 53,629人 主審: マーク・カドレシク |

| 2016年7月30日 19:00（UTC-7） |

| リヴァプール                    | 2 - 0    | ACミラン |
| オリジ 59分 · フィルミーノ 73分 | レポート |          |

| リーバイス・スタジアム (サンタクララ, カリフォルニア州) 観客数: 30,758人 主審: ケヴィン・ストット |

| 2016年8月3日 20:00（UTC+2） |

| バルセロナ                                     | 4-2      | レスター・シティ |
| ムニル 26分 54分 · スアレス 34分 · ラファ 84分 | レポート | ムサ 47分 66分   |

| フレンズ・アレーナ (ストックホルム) |

| 2016年8月3日 19:30（UTC-4） |

| バイエルン・ミュンヘン | 0-1      | レアル・マドリード |
|                        | レポート | ダニーロ 79分      |

| メットライフ・スタジアム (イーストラザフォード, ニュージャージー州) |

| 2016年8月3日 20:00（UTC-5） |

| ACミラン                | 1-3      | チェルシー                             |
| ボナヴェントゥーラ 38分 | レポート | バートランド 24分 · オスカル 70分 87分 |

| USバンク・スタジアム (ミネアポリス, ミネソタ州) |

| 2016年8月6日 17:15（UTC+1） |

| リヴァプール                                                  | 4-0      | バルセロナ |
| マネ 15分 · オウンゴール 47分 · オリギ 49分 · グルイッチ 93分 | レポート |            |

| ウェンブリー・スタジアム (ロンドン) |

| 2016年8月13日 19:00（UTC+1） |

| インテル | v        | セルティック |
|          | レポート |              |

| トモンド・パーク (リムリック) |

## 得点ランキング
2016年7月30日現在
| 順位 | 選手               | 所属                   | 得点 |
| ---- | ------------------ | ---------------------- | ---- |
| T1   | マルセロ           | レアル・マドリード     | 3    |
| T1   | フランク・リベリー | バイエルン・ミュンヘン | 3    |
| T1   | ユリアン・グリーン | バイエルン・ミュンヘン | 3    |
| T4   | エデン・アザール   | チェルシー             | 2    |
| T4   | トーマス・ムニエ   | パリ・サンジェルマン   | 2    |
| T4   | セルジュ・オーリエ | パリ・サンジェルマン   | 2    |
| T4   | ジョナタン・イコネ | パリ・サンジェルマン   | 2    |
| T4   | ゴンサロ・カストロ | ボルシア・ドルトムント | 2    |